# Wobbenbüll
Wobbenbüll (dänisch: Vobbenbøl, nordfriesisch: Wååbel) ist eine Gemeinde im Kreis Nordfriesland in Schleswig-Holstein.

## Geografie

### Geografische Lage
Wobbenbüll liegt am Übergang der sogenannten Hattstedt-Schobüller Geest, einem Teilraum der weiträumige Schleswigschen Geest, in die nördlich vorgelagerte Hattstedtermarsch nordwestlich von Husum. Die Gemeinde ist flächenmäßig eine sehr kleine Gemeinde und steht in der Liste der flächenkleinsten Gemeinden in Deutschland.

### Gemeindegliederung
Neben dem namensgebenden Dorf befindet sich auch die Höfe-Exklave Wobbenbüllfeld im Gemeindegebiet. Sie befindet sich südöstlich des Hauptortes im Grenzbereich von Hattstedt und Husum.

### Nachbargemeinden
An Wobbenbüll grenzende Gemeindegebiete sind:
|  | Hattstedtermarsch                           |           |
|  | Kompassrose, die auf Nachbargemeinden zeigt | Hattstedt |
|  | Husum (OT Halebüll)                         |           |

### Geologie
Das Gemeindegebiet befindet sich auf einem Altmoränenstrang, der sich von Husum in nordwestlicher Richtung in den Landschaftsbereich Nordfriesische Marsch vorrückt. Herzstück dieses Teilraums ist der Schobüller Wald, der sich diesem Hügelstrang im weiter südlich angrenzenden Bereich der ehemals eigenständigen Nachbargemeinde von Schobüll ausgebildet wurde.
In den Jahren 2016/2017 erhielt Wobbenbüll am südlichen Ortsrand einen sogenannten Klimadeich. Dieser soll die Dorflage auf dem bisher offen liegenden Geesthang im südlichen Bereich auch bei prognostiziertem Meeresspiegelanstieg infolge der globalen Erwärmung längerfristig schützen.

### Bevölkerung
Nach dem Wohnplatzverzeichnis zum Stichtag der Volkszählung am 25. Mai 1987 entfielen von 411 Einwohnern in 147 Haushalten in der Gesamtgemeinde 396 Einwohner in 143 Haushalten auf das Dorf Wobbenbüll. Die verbliebenen 15 Einwohner in vier Haushalten entfielen auf die Exklave Wobbenbüllfeld,

## Geschichte
Möglicherweise wurde Wobbenbüll von Einwohnern der Uthlande gegründet, die ihre Heimat in der Zweiten Marcellusflut von 1362 verloren hatten.
Der Ort wurde 1438 erstmals erwähnt. Der Ortsname bedeutet möglicherweise Siedlung des Wobbe.
In den Jahren 1906 und 1907 erfolgte zwischen Wobbenbüll und der Insel Nordstrand zunächst ausschließlich des Küstenschutzes wegen der Bau eines niedrigen Dammes. 1933/35 wurde der „Nordstrander Damm“ hochwasserfrei ausgebaut und mit einer Straße versehen. Die dafür notwendigen gewaltigen Sandmengen entnahm man aus einem etwa 27 Hektar großen Stück Geest nahe dem Dorf. Diese ortsbildprägende Bodenentnahme-Stelle erhielt die Bezeichnung „Wobbenbüller Schacht“.
Im Jahre 1933 diente der entstehende Wobbenbüller Schacht als Filmkulisse. Es wurden dort einige Szenen der ersten Verfilmung der Novelle „Der Schimmelreiter“ von Theodor Storm gedreht. Am 1. April 1934 wurde die Kirchspielslandgemeinde Hattstedt aufgelöst. Alle ihre Dorfschaften, Dorfgemeinden und Bauerschaften wurden zu selbständigen Gemeinden/Landgemeinden, so auch Wobbenbüll.
Der westliche Teil des Schachts wurde 1949 durch die Gemeinde Wobbenbüll zur Bebauung freigegeben. Seit 1988 ist der unbebaute östliche Teil des Schachts mit seinen seltenen Pflanzen Teil des Landschaftsschutzgebietes „Schobüller Berg“.

## Politik

### Gemeindevertretung
Bei der Kommunalwahl am 14. Mai 2023 wurden insgesamt neun Sitze vergeben. Von diesen erhielt die SPD fünf Sitze und die Wählergemeinschaft Wobbenbüll vier Sitze.

### Bürgermeister
Seit 2008 war Reinhold Schaer (SPD) Bürgermeister. Für die Wahlperiode 2013–2018 wurde er erneut gewählt. Seit 2018 ist Jürg Petersen (SPD) Bürgermeister.

### Wappen
Blasonierung: „Über grünem Schildfuß, darin drei silberne Wellen, in Gold ein rotes Doppelgiebelhaus“

## Wirtschaft

### Allgemeine Struktur
Die Gemeinde ist überwiegend landwirtschaftlich geprägt. In der Exklave Wobbenbüllfeld ist ein Reiterhof ansässig. Weiterhin existiert auch eine ausgeprägte Wohnnutzung mit Arbeitspendlerverflechtung.

### Verkehr
Wobbenbüll liegt jenseits des Bundesfernstraßennetzes. Viele erleben die Ortsdurchfahrt auf ihrem Weg nach Nordstrand. Am nördlichen Ortsein-/-ausgang von Hattstedt zweigt in westlicher Richtung die nordfriesische Kreisstraße 81 ab. Sie führt direkt durch den Ort, bevor sie am Ortsende auf die schleswig-holsteinische Landesstraße 30 von Husum nach Nordstrand stößt.
Die Gemeinde hat keinen direkten Anschluss an das deutsche Eisenbahnnetz. Die nächstgelegene Bahnstrecke, die sogenannte Marschbahn, durchquert das Gemeindegebiet des Nachbarortes Hattstedt östlich ohne Halt. Der nächstgelegene Bahnhof ist der in Husum.
Wobbenbüll ist durch seine benachbarte Lage zur nordfriesischen Kreisstadt in das Verkehrsnetz HusumBus des Unternehmens Autokraft mit einem Stundentakt eingebunden (Linie 6 nach Hattstedt). Dieser verkehrt vom fußläufig von der Bahnstation entfernt gelegenen Haltebereich Husum ZOB.

## Söhne und Töchter der Gemeinde
- Harro Harring (1798–1870), Revolutionär, Dichter und Maler
- Iven Knutzen (1531/1532–1612), Bauer, Kartograph und Chronist